# 布鲁日 (吉伦特省)
布鲁日（法語：Bruges，法語發音：[bʁyʒ] ⓘ），法国西南部城市，新阿基坦大区吉伦特省的一个市镇，隶属于波尔多区，其市镇面积为14.22平方公里，2022年1月1日时人口数量为20,382人，在法国城市中排名第492位。
布鲁日位于吉伦特省中西部，省会波尔多市区的正北方向，是波尔多重要的近郊卫星城之一，也是波尔多都会区的组成部分，其境内建有商务区和新兴居民区，梅多克铁路、波尔多环城公路、有轨电车C线以及多条市区公交线路经过布鲁日。

## 地名来源
“Bruges”一名可能出自高卢语单词“brucos”，意为“欧石楠”，其对应的现代法语单词为“bruyère”。
布鲁日所处区域历史上曾通行奥克语加斯科涅方言，“Bruges”对应的标准奥克语拼写为“Bruge”。

## 历史

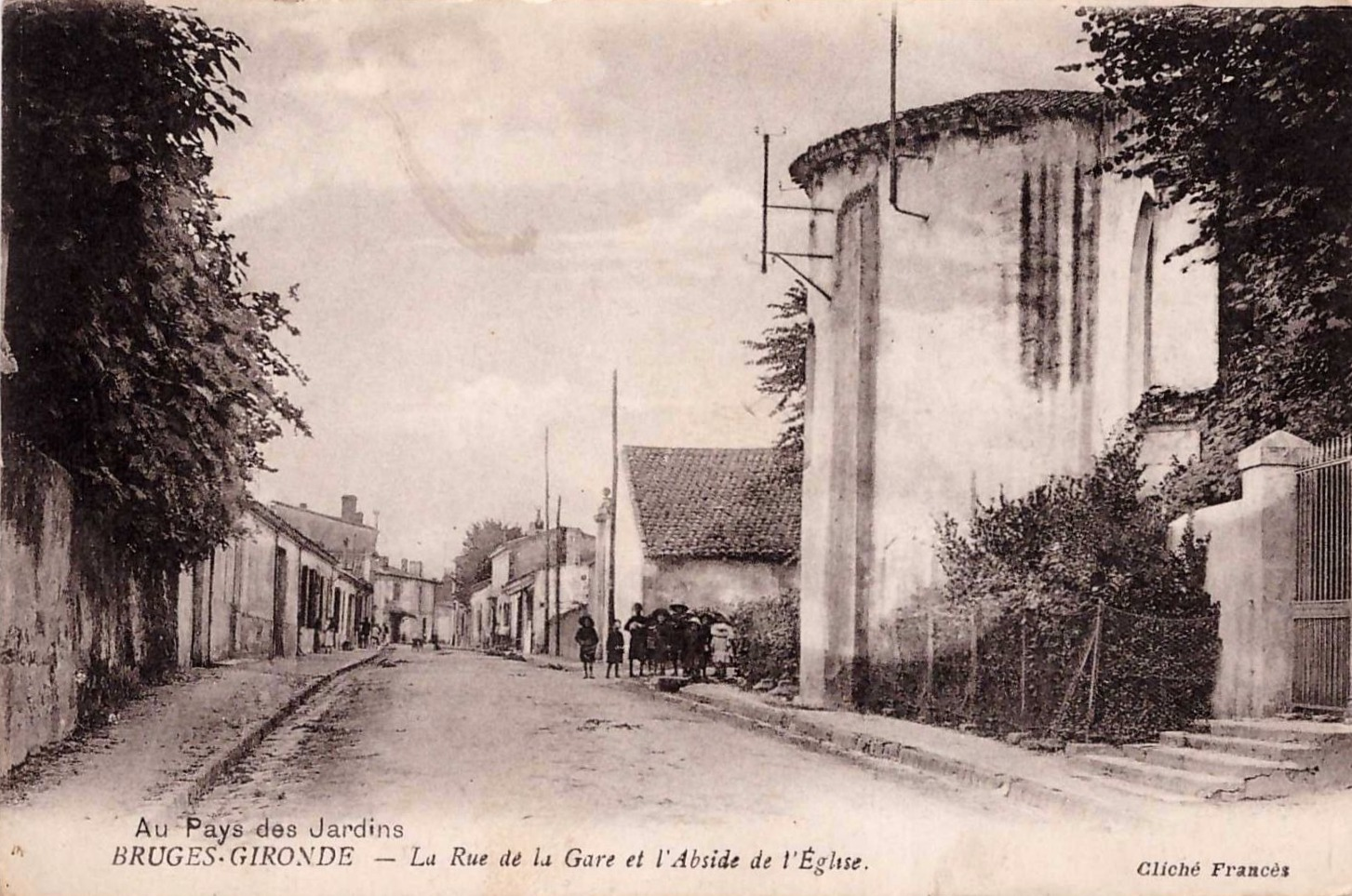
20世纪初的布鲁日镇中心

布鲁日的早期历史尚不清楚，该区域在历史上曾长期被沼泽和滩涂占据，一条古罗马时期修建的引水渠曾由此延伸至波尔多市中心。公元11至13世纪间，随着气候的变暖，有道士和领主曾开垦了布鲁日的部分区域用作农业用地，并在此修建了圣伯多禄教堂。16世纪时，布鲁日境内的土地得到进一步的旱化改造，至17世纪时布鲁日核心区域已基本完全固化。法国大革命后，布鲁日成为吉伦特省的一个市镇。19世纪初，葡萄酒种植一度为布鲁日的主要经济部门，但受到19世纪中后期根瘤蚜疫情的影响，当地葡萄酒种植业受到重创，大片葡萄酒庄园被废弃。1868年，途径布鲁日的拉沃济－潘特德格拉沃铁路建成通车，后者于1932年完成电气化改造。20世纪后期，随着波尔多的城市扩张，布鲁日境内出现了大片新兴居民区，当地人口数量逐年增加。途径布鲁日市中心的波尔多有轨电车C线西北段于2016年12月建成通车。
在行政区划变革方面，布鲁日于1973年由波尔多第一县划至勒布斯卡县。

## 地理

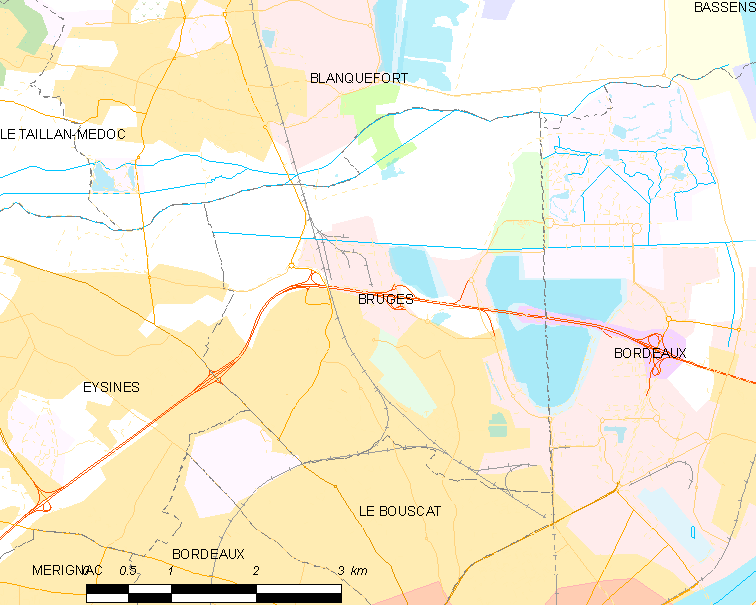
布鲁日市镇范围地图

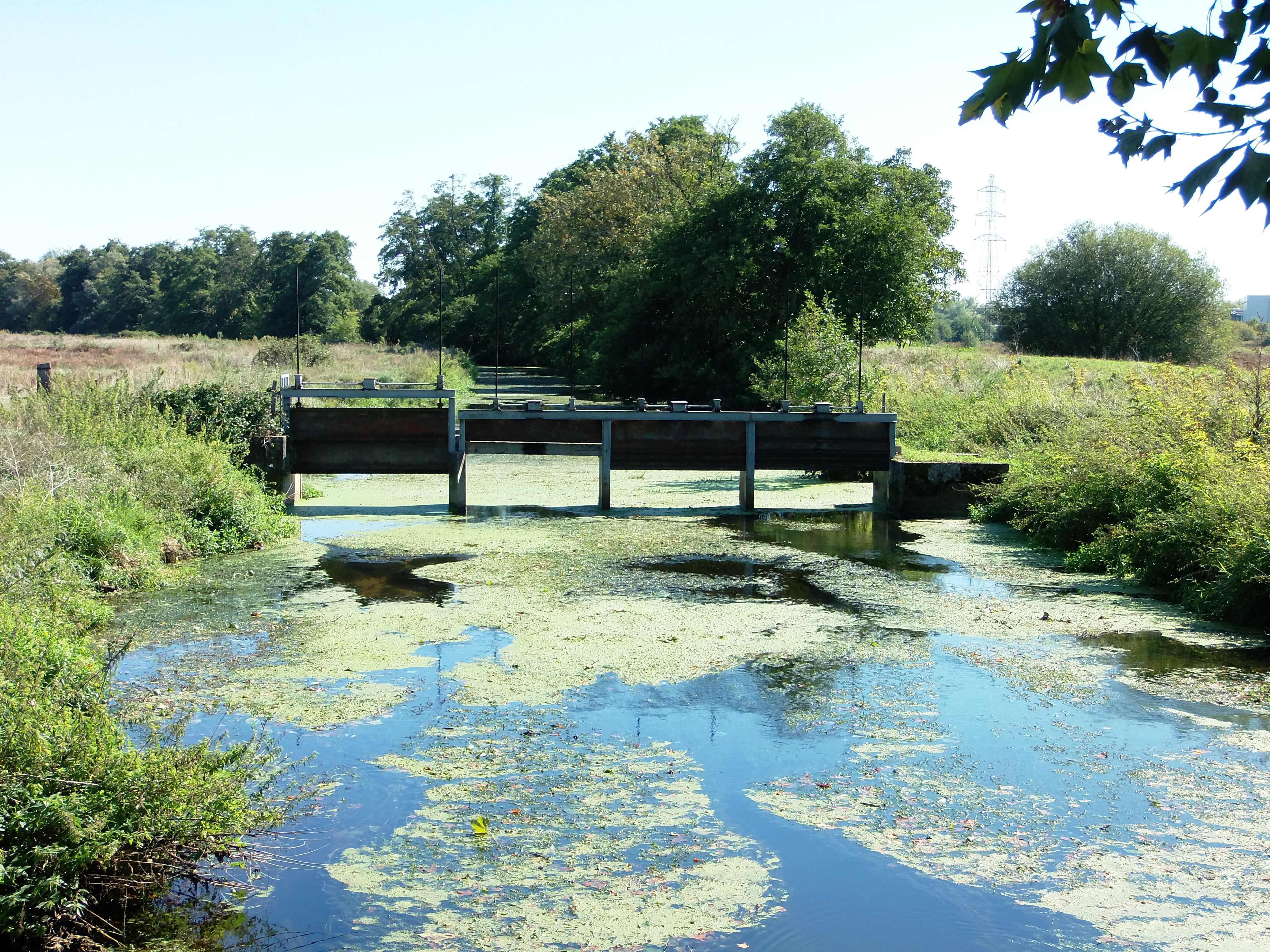
布朗克福尔河的一条水道

布鲁日位于法国西南部，新阿基坦大区西部和吉伦特省中西部，距离省会波尔多大约7公里。与布鲁日接壤的市镇包括：布朗克福尔、勒布斯卡、波尔多、埃西讷。

### 地形
布鲁日位于阿基坦盆地腹地，境内以平原为主，市镇中心地势较为平坦，全境海拔在1到31米之间。

### 水文
布鲁日位于加龙河流域范围内，布朗克福尔河自西向东流经市镇范围北部，该河在布鲁日境内流速缓慢，其右岸有大片与之相连的沼泽湿地；布鲁日东部与波尔多交界处建有大型人工湖泊，此外布鲁日市区亦有“La Hutte”和“La Motte”两处湖泊。

### 植被
布鲁日属于温带阔叶混交林区，市中心的欧索讷公园（Parc Ausone）是当地主要的城市绿地。
在鲜花城市的评比中，布鲁日被评为3星级鲜花城市。

### 气候
布鲁日在柯本气候分类法中属于温带海洋性气候，因其纬度较低，故当地气候又带有一定的地中海特征。
距离布鲁日最近的常年气象站设于梅里尼亚克境内的波尔多-梅里尼亚克机场，以下为该气象站的数据：
| 波尔多-梅里尼亚克机场 1981年－2019年 | 波尔多-梅里尼亚克机场 1981年－2019年 | 波尔多-梅里尼亚克机场 1981年－2019年 | 波尔多-梅里尼亚克机场 1981年－2019年 | 波尔多-梅里尼亚克机场 1981年－2019年 | 波尔多-梅里尼亚克机场 1981年－2019年 | 波尔多-梅里尼亚克机场 1981年－2019年 | 波尔多-梅里尼亚克机场 1981年－2019年 | 波尔多-梅里尼亚克机场 1981年－2019年 | 波尔多-梅里尼亚克机场 1981年－2019年 | 波尔多-梅里尼亚克机场 1981年－2019年 | 波尔多-梅里尼亚克机场 1981年－2019年 | 波尔多-梅里尼亚克机场 1981年－2019年 | 波尔多-梅里尼亚克机场 1981年－2019年 |
| 月份                                 | 1月                                  | 2月                                  | 3月                                  | 4月                                  | 5月                                  | 6月                                  | 7月                                  | 8月                                  | 9月                                  | 10月                                 | 11月                                 | 12月                                 | 全年                                 |
| ------------------------------------ | ------------------------------------ | ------------------------------------ | ------------------------------------ | ------------------------------------ | ------------------------------------ | ------------------------------------ | ------------------------------------ | ------------------------------------ | ------------------------------------ | ------------------------------------ | ------------------------------------ | ------------------------------------ | ------------------------------------ |
| 历史最高温 °C（°F）                  | 20.8 (69.4)                          | 26.2 (79.2)                          | 27.7 (81.9)                          | 31.1 (88.0)                          | 35.4 (95.7)                          | 40.5 (104.9)                         | 41.2 (106.2)                         | 40.7 (105.3)                         | 37.6 (99.7)                          | 32.2 (90.0)                          | 26.7 (80.1)                          | 22.5 (72.5)                          | 41.2 (106.2)                         |
| 平均高温 °C（°F）                    | 10.1 (50.2)                          | 11.7 (53.1)                          | 15.1 (59.2)                          | 17.3 (63.1)                          | 21.2 (70.2)                          | 24.5 (76.1)                          | 26.9 (80.4)                          | 27.1 (80.8)                          | 24 (75)                              | 19.4 (66.9)                          | 13.7 (56.7)                          | 10.5 (50.9)                          | 18.5 (65.3)                          |
| 日均气温 °C（°F）                    | 6.6 (43.9)                           | 7.5 (45.5)                           | 10.2 (50.4)                          | 12.3 (54.1)                          | 16.1 (61.0)                          | 19.3 (66.7)                          | 21.3 (70.3)                          | 21.4 (70.5)                          | 18.5 (65.3)                          | 14.9 (58.8)                          | 9.9 (49.8)                           | 7.2 (45.0)                           | 13.8 (56.8)                          |
| 平均低温 °C（°F）                    | 3.1 (37.6)                           | 3.3 (37.9)                           | 5.4 (41.7)                           | 7.4 (45.3)                           | 11 (52)                              | 14.1 (57.4)                          | 15.8 (60.4)                          | 15.7 (60.3)                          | 12.9 (55.2)                          | 10.4 (50.7)                          | 6.1 (43.0)                           | 3.8 (38.8)                           | 9.1 (48.4)                           |
| 历史最低温 °C（°F）                  | −16.4 (2.5)                          | −15.2 (4.6)                          | −9.9 (14.2)                          | −5.3 (22.5)                          | −1.8 (28.8)                          | 2.5 (36.5)                           | 4.8 (40.6)                           | 1.5 (34.7)                           | −1.8 (28.8)                          | −5.3 (22.5)                          | −12.3 (9.9)                          | −13.4 (7.9)                          | −16.4 (2.5)                          |
| 平均降水量 mm（）                    | 87.3 (3.44)                          | 71.7 (2.82)                          | 65.3 (2.57)                          | 78.2 (3.08)                          | 80 (3.1)                             | 62.2 (2.45)                          | 49.9 (1.96)                          | 56 (2.2)                             | 84.3 (3.32)                          | 93.3 (3.67)                          | 110.2 (4.34)                         | 105.7 (4.16)                         | 944.1 (37.17)                        |
| 月均日照時數                         | 96                                   | 114.9                                | 169.7                                | 182.1                                | 217.4                                | 238.7                                | 248.5                                | 242.3                                | 202.7                                | 147.2                                | 94.4                                 | 81.8                                 | 2,035.7                              |
| 来源：infoclimat.fr                  |                                      |                                      |                                      |                                      |                                      |                                      |                                      |                                      |                                      |                                      |                                      |                                      |                                      |

## 行政区划
布鲁日的市镇编号为33075，邮政编号为33520。
在行政管理方面，布鲁日隶属于法国新阿基坦大区吉伦特省波尔多区；在地方选举方面，布鲁日隶属于勒布斯卡县，其市镇范围全境被划入吉伦特省第一选区；在社会管理方面，布鲁日是波尔多都会区的组成部分。
法国国家统计与经济研究所（简称）在进行数据统计时，将布鲁日及相邻的另外72个市镇设为波尔多城市核心区，并将包括核心区在内的周边共251个市镇划为波尔多城市区。自2020年起，波尔多城市区被包含275个市镇的波尔多城市辐射区代替。此外，还将布鲁日市镇分为了5个“块区”（IRIS），以便于统计人口分布情况。

## 交通

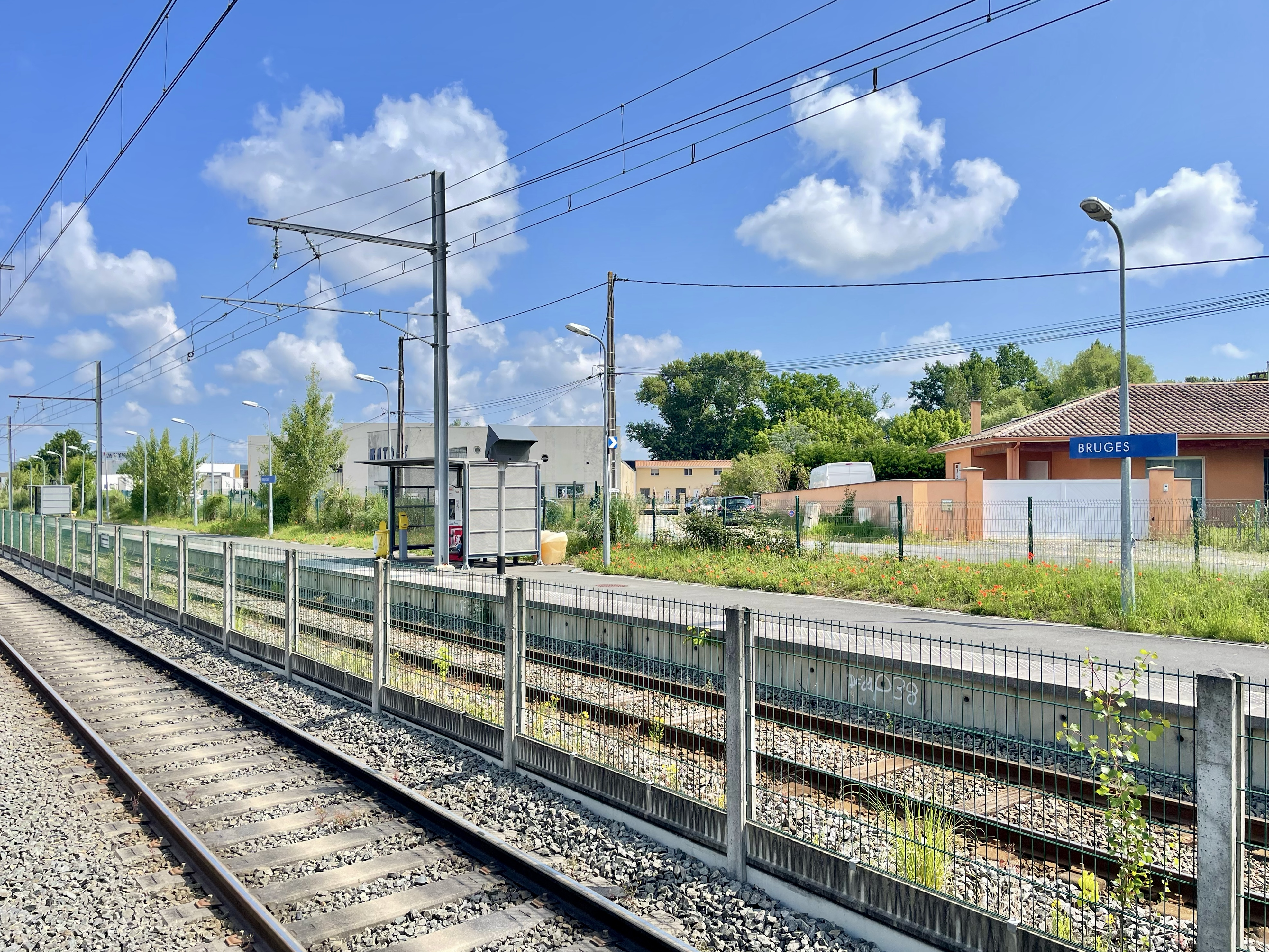
改造前的布鲁日乘降所

### 公路
A630高速公路（波尔多环城公路）横贯布鲁日，设有4a、5、6、7四个出入口连接布鲁日市区，另有多条吉伦特省省道在布鲁日境内交汇。新阿基坦大区下属的城际客运提供巴士线路，可前往周边部分市镇。
| 6 | 1 |

| 波尔多 | 7 |

| 梅里尼亚克 | 9 |

| 勒布斯卡 | 2.4 |

2019年，85.6%的布鲁日家庭拥有至少一辆私人汽车。2019年，布鲁日境内共发生各类交通事故32起，造成40人受伤，其中4人重伤。

### 铁路
布鲁日位于拉沃济－潘特德格拉沃铁路上，该铁路纵贯梅多克半岛，被称为“梅多克线”。布鲁日站位于市区西部，是一个无人看守的铁路乘降所，该站停靠往返于波尔多和拉潘特德格拉沃一线的区域列车。

### 航空
距离布鲁日最近的民用航空站为波尔多-梅里尼亚克机场，距离布鲁日市中心的公路里程约11公里。

### 城市公共交通
布鲁日是波尔多都会公共交通（商业名称为）的服务范围。截至2022年11月，该系统下属的波尔多有轨电车C线和公交15路、29路、33路、35路、72路和73路途径布鲁日市区。

## 政治

### 市政内阁

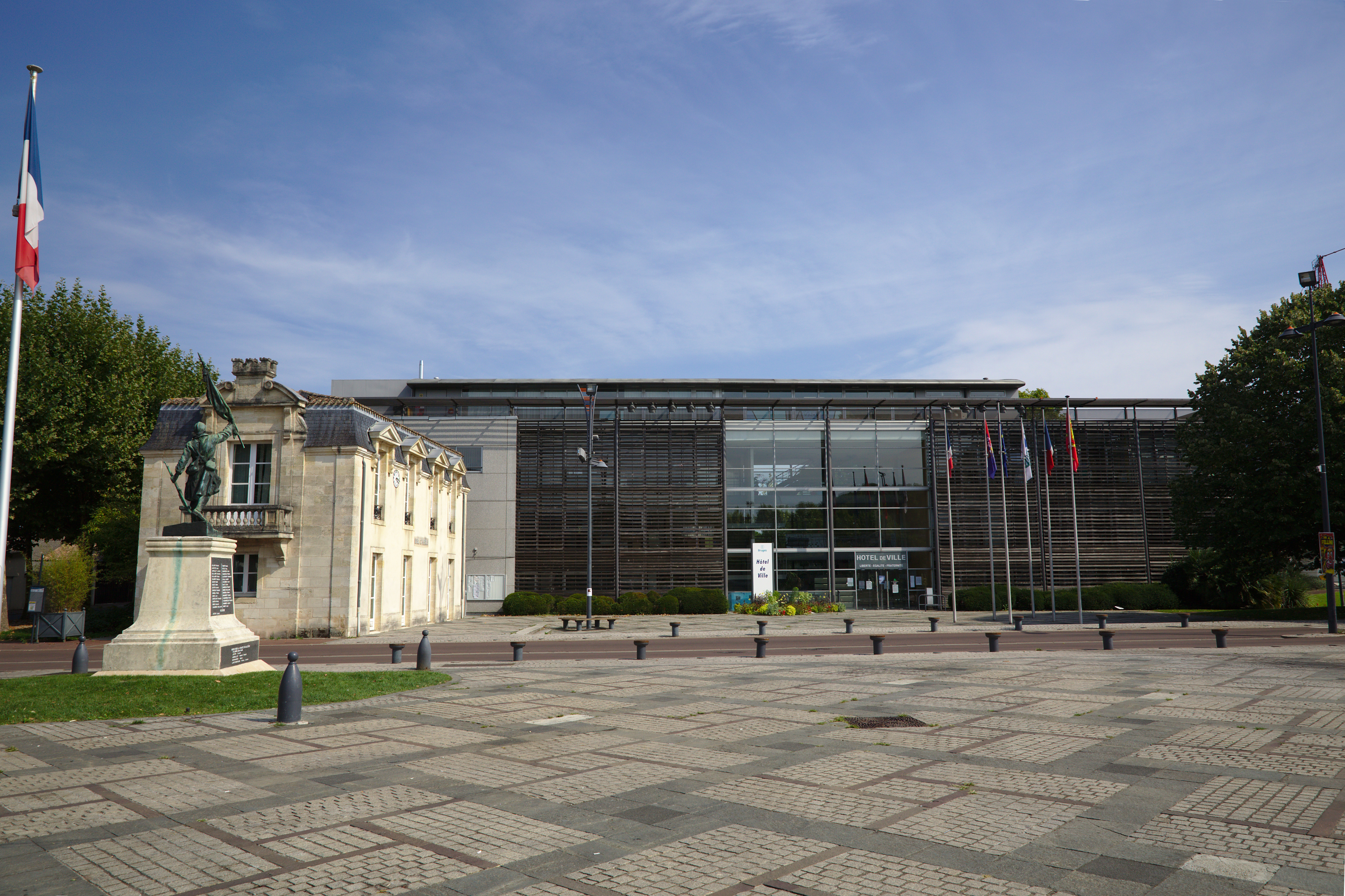
布鲁日市政厅

布鲁日的现任市长为布丽吉特·泰拉扎女士（Brigitte TERRAZA），她是一名左翼无党派人士的一名成员，在2020年的市政选举中获得了56.39%的支持率。
| 布鲁日历届市长         | 布鲁日历届市长                   | 布鲁日历届市长                   |
| 任期                   | 市长                             | 党派                             |
| ---------------------- | -------------------------------- | -------------------------------- |
| （1963年以前资料暂缺） |                                  |                                  |
| 1963年－1995年         | Raymond MANAUD 雷蒙·马诺         | 不详                             |
| 1995年－2010年         | Bernard SEUROT 贝尔纳·瑟罗       | RPR保衛共和聯盟 →UMP人民运动联盟 |
| 2010年－               | Brigitte TERRAZA 布丽吉特·泰拉扎 | DVG左翼无党派人士                |

### 各级选举
| 布鲁日历届投票选举结果 | 布鲁日历届投票选举结果 | 布鲁日历届投票选举结果 | 布鲁日历届投票选举结果 | 布鲁日历届投票选举结果      | 布鲁日历届投票选举结果 | 布鲁日历届投票选举结果 | 布鲁日历届投票选举结果                  | 布鲁日历届投票选举结果 | 布鲁日历届投票选举结果 |
| 选举项目               | 选举范围               | 选区单位               | 选区单位内的选举结果   | 选区单位内的选举结果        | 选区单位内的选举结果   | 选区单位内的选举结果   | 选区单位内的选举结果                    | 选区单位内的选举结果   | 参考资料               |
| 选举项目               | 选举范围               | 选区单位               | 第一轮胜出者           | 第一轮胜出者                | 支持率                 | 第二轮胜出者           | 第二轮胜出者                            | 支持率                 | 参考资料               |
| ---------------------- | ---------------------- | ---------------------- | ---------------------- | --------------------------- | ---------------------- | ---------------------- | --------------------------------------- | ---------------------- | ---------------------- |
| 2017年法國總統選舉     | 法國                   | 市镇                   |                        | 埃马纽埃尔·马克龙           | 31.68%                 |                        | 埃马纽埃尔·马克龙                       | 77.24%                 | [ 23 ]                 |
| 2017年法国立法选举     | 吉伦特省第一选区       | 市镇                   |                        | 多米尼克·达维德             | 44.98%                 |                        | 多米尼克·达维德                         | 63.57%                 | [ 23 ]                 |
| 2019年欧洲议会选举     | 法國                   | 市镇                   |                        | 纳塔莉·卢瓦索               | 28.01%                 | （不适用）             | （不适用）                              | （不适用）             | [ 25 ]                 |
| 2021年法国省级选举     | 吉倫特省               | 县                     |                        | 法比耶娜·迪马 多米尼克·樊尚 | 33.61%                 |                        | 帕特里克·阿尔瓦雷斯 埃马纽埃尔·拉马尔克 | 36.15%                 | [ 26 ]                 |
| 2021年法国省级选举     | 吉倫特省               | 市镇                   |                        | 法比耶娜·迪马 多米尼克·樊尚 | 58.17%                 |                        | 法比耶娜·迪马 多米尼克·樊尚             | 51.86%                 | [ 26 ]                 |
| 2021年法国大区选举     |                        | 市镇                   |                        | 阿兰·鲁塞                   | 29.46%                 |                        | 阿兰·鲁塞                               | 38.1%                  | [ 27 ]                 |
| 2022年法国总统选举     | 法國                   | 市镇                   |                        | 埃马纽埃尔·马克龙           | 34.9%                  |                        | 埃马纽埃尔·马克龙                       | 69.86%                 | [ 23 ]                 |
| 2022年法国立法选举     | 吉伦特省第一选区       | 市镇                   |                        | 托马·卡泽纳夫               | 36.4%                  |                        | 托马·卡泽纳夫                           | 56.08%                 | [ 23 ]                 |

## 人口
2019年，布鲁日市镇人口数量为19,403，在法国排名第492位。其中男性9,306人，女性10,097人，75岁及以上人口占5.4%，外籍人口数量为832人，人口密度为1,364人/平方公里，当地居民被称为（男性）或（女性）。2020年，布鲁日境内出生218人，死亡人口99人。
| 布鲁日1901年－2019年人口变化情况 |
|                                  |
| 数据来源：Cassini、INSEE         |

## 经济
布鲁日是波尔多近郊的一个卫星城。截止2022年11月，布鲁日市镇范围内共有各类用人单位（包含自雇）3,532家，平均历史为11年，其中95.12%为中小型企业（PME），2022年9月至11月间，当地的经济活力指数为1.1%。（汽车销售）、（办公设备）及（饮品批发销售）是当地2021年营业额最高的三个企业，分别为132,889,500欧元、81,633,984欧元和75,015,786欧元。

## 财政与居民收入
2020年，布鲁日的财政收入总额为21,440,900欧元，财政支出总额为18,625,200欧元，当年的债务总额为4,548,330欧元。2021年，布鲁日市镇共获得428,607欧元的国家财政补助，比上一年减少了11.31%。
2020年，布鲁日的人均月收入总额为2,467欧元，其中高级职员为3,852欧元，低于法国平均水平（4,230欧元）；中级职员为2,334欧元，低于法国平均水平（2,411欧元）；普通职员为1,794欧元，高于法国平均水平（1,740欧元）。
2019年，布鲁日境内的青壮年（15至64岁）失业率为10.0%，当地59.2%的家庭拥有纳税资格，平均纳税4,139欧元，高于法国平均水平（3,910欧元）。

## 社会事务

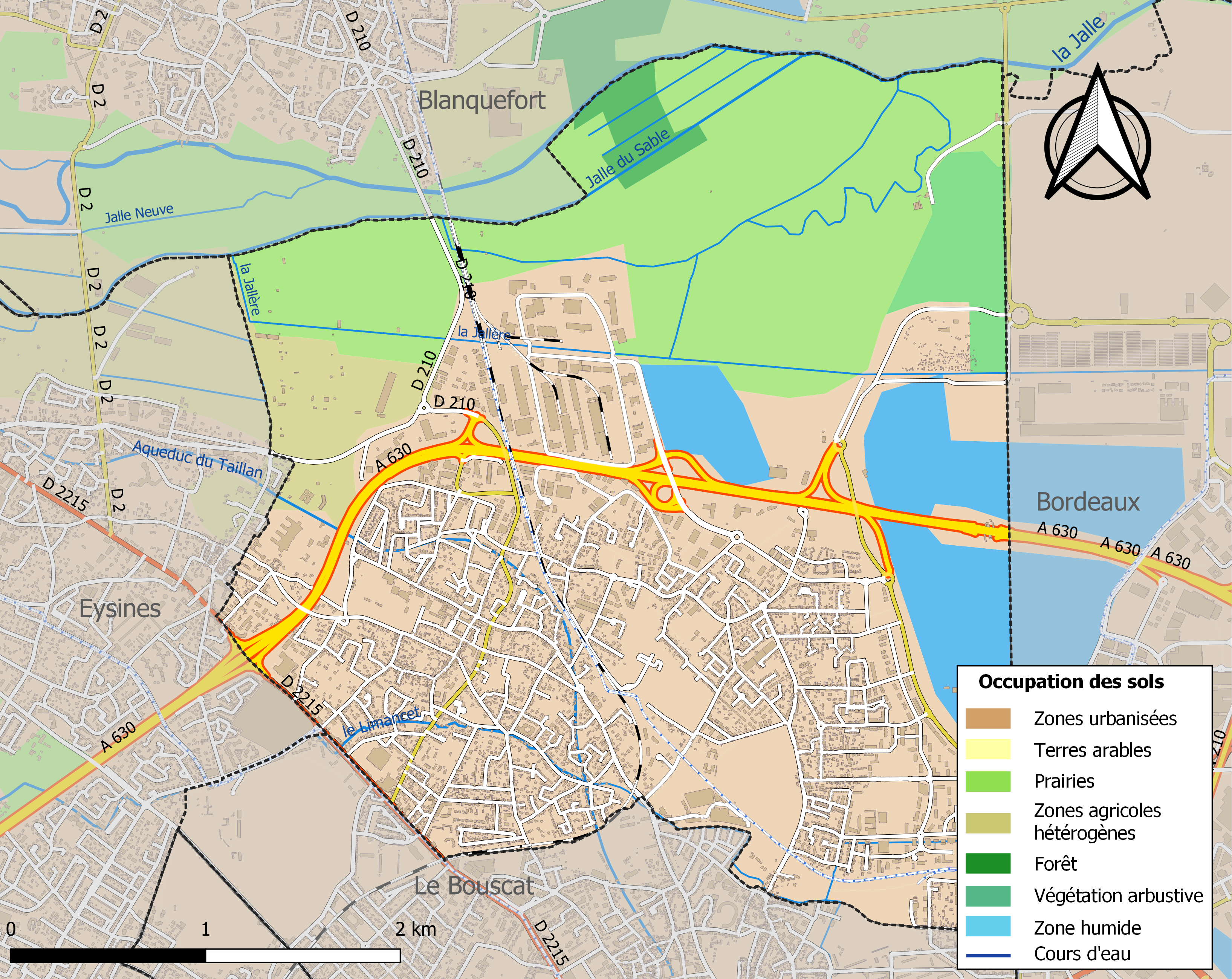
布鲁日土地利用情况地图

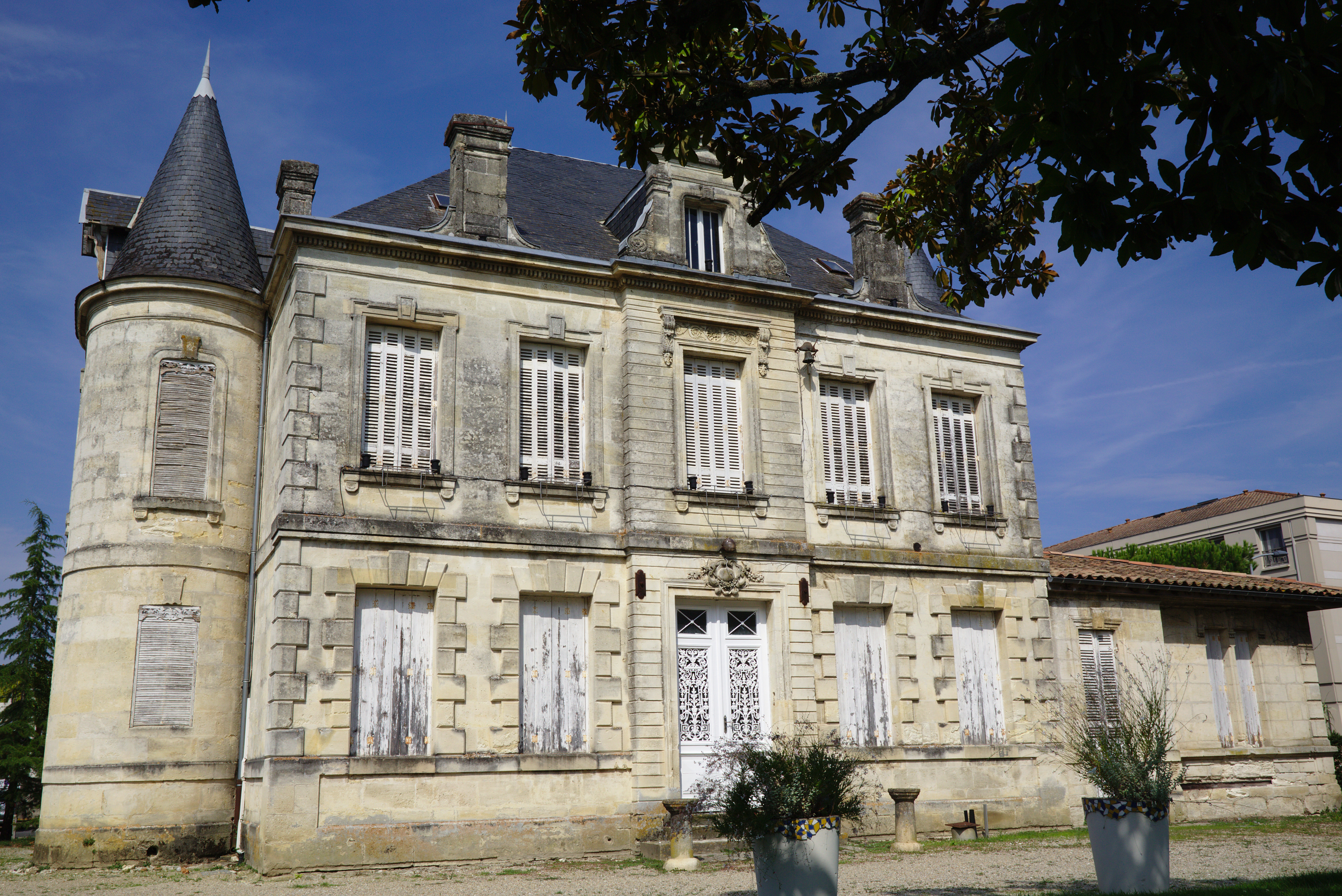
博尔日城堡

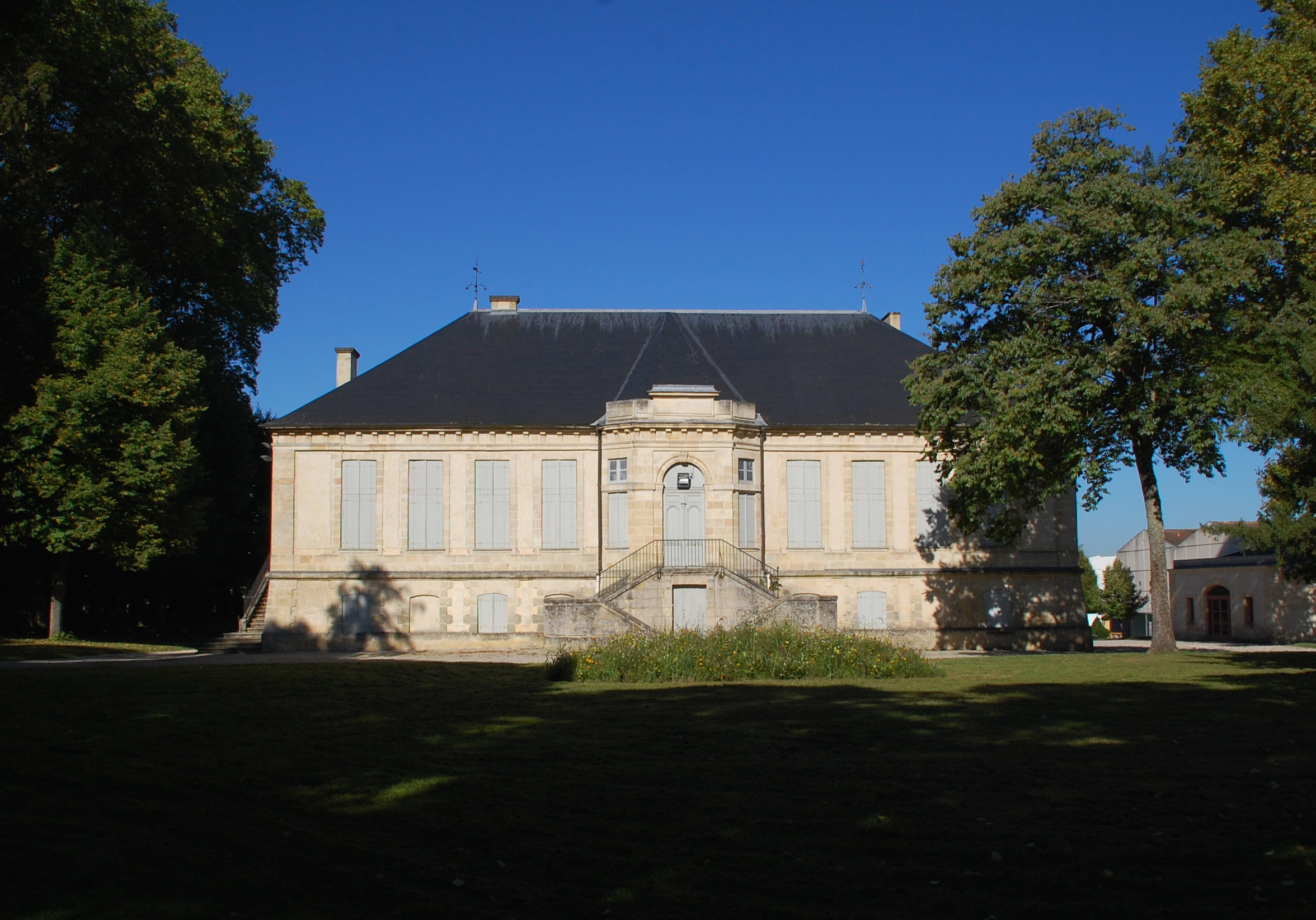
一处私人酒庄

### 教育
布鲁日属于波尔多学区。截止2021年1月1日，布鲁日境内共有2所幼儿园、5所小学和1所初级中学。2018至2019学年度，布鲁日境内共有在校中等教育阶段学生557名。

### 医疗
截止2021年1月1日，布鲁日境内共有全科医生16名、保健师41名、牙医12名、护士23名、耳科医生1名、眼科医生3名、皮肤科医生1名、助产士4名、儿科医生5名和妇科医生16名。境内共有药房5家。
布鲁日是波尔多大学中心医院的服务范围，其主病区“佩勒格兰医院”（Hôpital Pellegrin）距离布鲁日市区的正常车程约15分钟。

### 住房
2019年，布鲁日境内共有各类住房9,580套，其中42.6%为独立式居民区，57.2%为集中式居民区。常住房屋占布鲁日市镇范围内居民建筑总量的93.9%。
在住房保障政策方面，2021年，布鲁日境内共有1,711户家庭获得了住房经济补助，受益人数占总人口数量的8.8%，其中1,688份为房租补助。

### 商业
2021年，布鲁日境内共有各类实体商铺359家，其中餐厅41家、大型超市5家、杂货店2家、面包房7家、肉铺2家、书店2家、装饰品店4家、银行门店8家、美容美发店21家、汽车维修店16家。布鲁日境内建有家乐福、E.Leclerc等购物超市。

### 体育
2021年，布鲁日境内共有3间体育馆、1座综合体育场、8处网球场、3处足球或橄榄球场以及2处篮球或排球场。
截至2022年11月，布鲁日境内共有两家注册足球俱乐部。布鲁日体育前进会（Entente Sportive de Bruges，编号523443）是当地的代表性足球队，其U19队2022至2023赛季参加新阿基坦大区足球联赛甲组（法国第六级别），其主场为阿尔贝·加利尼耶球场（Stade Albert Galinier）。

### 环境
布鲁日的环境事务由其所属的波尔多都会区联合各级政府协调负责。2021年，布鲁日境内暂无污染企业。

### 治安
布鲁日及其附近的共17个市镇是波尔多警区（zone police de Bordeaux）的管辖范围。2020年，该警区累计记录各类案件51,593起，其中盗窃类案件35,113起，经济类案件4,480起，毒品交易类案件1,302起。

## 文化

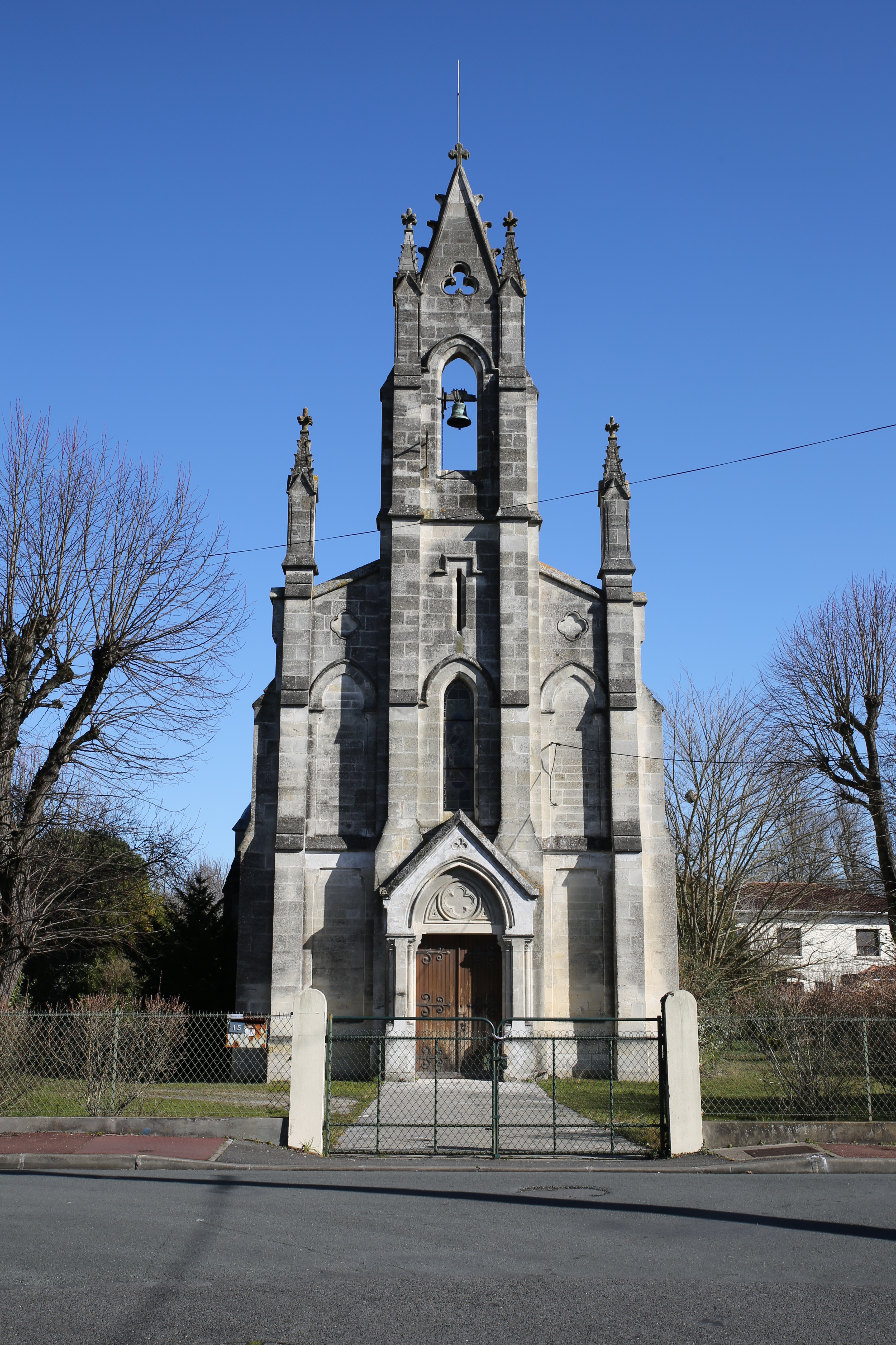
圣日耳曼小教堂

2021年，布鲁日境内有1家剧场。布鲁日境内建有城堡多媒体中心（La ludo-médiathèque Le Château），每周二至六及每年夏季的周日向公众开放。

### 建筑
布鲁日境内有多处历史建筑，其中圣伯多禄教堂为法国国家文物保护单位，此外镇中心的圣日耳曼小教堂（Chapelle Sainte-Germaine）也是当地的一处地标性建筑物。

### 旅游
布鲁日的旅游事务由其所属的波尔多都会区负责。2022年，布鲁日境内共有3家酒店共计212间房间；另有1个露营地，可容纳共407辆露营车。

### 媒体
法国主要的媒体均可在布鲁日接收，法国电视三台下属的新阿基坦大区频道在部分时段播出布鲁日所属区域的地方新闻。《西南报》、蓝色法兰西吉伦特广播、波尔多电视台等是当地主要的地方性媒体。

## 相关人物
法国足球助理教练马蒂厄·卡尔梅、游泳运动员安东尼·帕尼耶、足球运动员马蒂厄·瓦尔布埃纳和女演员马尔戈·沙特利耶出生于布鲁日。

## 友好城市
截至2022年11月，布鲁日共与两座城市互为友好城市关系：
- 德国 乌姆基希
- 西班牙 波兰科